# Пак, Вилорий Викторович
Вилорий Викторович Пак (род. 26 мая 1951 год, поселок Шаган) — заслуженный тренер Республики Казахстан, старший тренер национальной сборной Казахстана. Один из первых наставников тяжелоатлета Ильи Ильина .

## Биография
Вилорий Пак родился 26 мая 1951 года в поселке Шаган Сырдарьинского района Кызылординской области. В возрасте 11 лет стал заниматься боксом. Тренировки проходили в школьном коридоре, потому что у начинающих спортсменов не было своего зала и соответствующих условий. Через несколько месяцев вместе с другими учениками поехал на районную Спартакиаду школьников. Там был заявлен как участник на соревнованиях по вольной борьбе, и смог занять 1 место, хотя профессиональным приемам раньше не обучался. Так Вилорий Пак стал заниматься вольной борьбой и на областной Спартакиаде смог занять первое место. Во время участия в республиканской Спартакиаде в возрасте 14 лет познакомился с тренером Владимиров Федоровичем Кимом и стал заниматься у него в секции тяжелой атлетики.
Тренерская карьера Вилория Пака началась с обучения подростков в своем родном поселке Шаган. Его первые ученики спустя время получили 2 место в общекомандном зачете на областных соревнованиях. После окончания школы Вилорий Пак пытался поступить в Санкт-Петербурге в Высшую школу тренеров, но не прошел по конкурсу. Тогда выбрал обучение в физкультурном институте в Алма-Ате. После завершения обучения и получения красного диплома вернулся в Кызылорду.
Его ученики: 4-кратный чемпион мира Илья Ильин, с которым он занимался с шестилетнего возраста, призёр чемпионата мира, чемпион Азии, рекордсмен Центральной Азии Олег Шин, трехкратный призёр чемпионата мира, двукратный победитель чемпионата Азии Роман Русиновский, бронзовый призёр мира Куаныш Рахатов. Илья Ильин под руководством Вилория Пака в 9 лет стал чемпионом Казахстана. Работал с Ильином на протяжении 12 лет.
Ученики Вилория Пака — обладатели золотых медалей чемпионата Казахстана, среди них — Маргарита Елисеева, Садыкова Асем, Галина Мамотова, Мария Грабовецкая, Азамат Рымкулов, Александр Ким, Ербол Меирманов, Фаина Сиванбаева, Карина Горичева, Саул Садвакасова, Ким Евгения. Вырастил около 60 мастеров спорта, 12 мастеров спорта международного класса и 1 заслуженного мастера спорта. Кавалер орденов «Парасат» и «Курмет».